# Brax Automóveis
Brax Automóveis, vorher Lobini Automóveis Ltda., war ein brasilianischer Hersteller von Automobilen.

## Unternehmensgeschichte
Der Anwalt José Orlando Lobo und der Ingenieur Fábio Birolini entwarfen ab 1999 einen Sportwagen. Der englische Ingenieur Graham Holmes unterstützte sie später dabei. Sie gründeten das Unternehmen Lobini Automóveis Ltda in Cotia. Eine andere Quelle nennt 1998 als Gründungsjahr. Im April 2002 präsentierten sie erstmals ein Fahrzeug auf einer Automobilausstellung. Die Serienproduktion begann 2002 oder 2003. Der Markenname lautete Lobini, gebildet aus den Namen der beiden Unternehmensgründer. Die jährliche Produktionskapazität betrug etwa 36 Fahrzeuge. Bis 2005 entstanden etwa fünf Fahrzeuge. 48 weitere Fahrzeuge waren für den Export in die USA vorgesehen.
Ende 2005 übernahm Antônio Ermírio de Moraes Filho das Unternehmen und benannte es in Brax Automóveis um. Lobo und Birolini wurden Direktoren. 2012 entstanden etwa 70 Fahrzeuge. Danach endete die Produktion.

## Fahrzeuge
Das einzige Serienmodell war der H 1. Die Basis bildete ein Rohrrahmen. Zumindest anfangs fertigte Chamonix NG Cars die Karosserien. Sie bestanden aus Fiberglas. Das Coupé mit Targadach war nur 118 cm hoch. Der Motor war in Mittelmotorbauweise hinter den Sitzen montiert und trieb die Hinterräder an. In den Prototypen waren ein Fünfzylindermotor vom Fiat Marea mit und ohne Turbolader, ein V6-Motor vom VW Passat mit 2800 cm³ Hubraum, ein V6-Motor vom Ford Mondeo mit 2500 cm³ Hubraum sowie Vierzylindermotor vom Audi A3 mit 1800 cm³ Hubraum und Turbolader getestet worden. Die Serienfahrzeuge hatten den Audi-Motor. Er hatte fünf Ventile pro Zylinder und leistete 180 PS. Damit war eine Höchstgeschwindigkeit von 220 km/h erreichbar.
Der Kleinwagen CP 450 befand sich 2005 in der Entwicklung.